# 二谷友里恵
二谷 友里恵（にたに ゆりえ、1964年（昭和39年）11月16日 - ）は、日本の実業家、元女優。トライグループ代表取締役社長。夫はトライグループ創業者の平田修。

## 経歴
- 1964年11月16日、東京都出身。俳優の二谷英明と女優の白川由美の一人娘として生まれる。
- 1977年3月、慶應義塾幼稚舎卒業。
- 1980年3月、慶應義塾中等部卒業。
- 1982年、慶應義塾女子高等学校3年生在学時に父と一緒に出演した資生堂エクボデオドラントのCMで芸能界デビュー。
- 1983年3月、慶應義塾女子高等学校卒業。
- 1983年、慶應義塾大学在学中に連続ドラマ『青が散る』に主演[1]。
- 1984年、ドラマ『家族ゲームII』で、母・白川由美と共演。
- 1987年3月、慶應義塾大学文学部国文学専攻卒業。
- 1987年6月、歌手の郷ひろみと結婚。結婚と同時に女優業を引退。2女をもうける。
- 1988年ファッションブランド「YURIE NITANI」を立ち上げる。
- 1990年株式会社味岡、株式会社ブルーミング中西との契約を皮切りに「YURIE NITANI」ブランドのライセンスビジネスを展開。
- 1998年4月、郷ひろみと離婚。
- 2000年8月、家庭教師のトライ創業者の平田修と再婚。
- 2005年4月、株式会社トライグループ代表取締役社長に就任。
- 2007年4月、My Gym Japan代表取締役社長に就任。
- 2010年2月、「トライ式高等学院」学院長に就任。

## 実業家としての主な実績

### アパレル事業
ファッションブランド「YURIE NITANI」「SOLOPLUS / YURIE NITANI」の展開
- 1988年、「YURIE NITANI」ファッションブランドを立ち上げて、ライセンス事業の展開を開始。イトマン株式会社と洋服に関するライセンス契約を締結。
- 1990年、株式会社味岡とバッグ・小物に関するライセンス契約を締結。
- 1990年、株式会社ブルーミング中西とハンカチに関するライセンス契約を締結。
- 1990年、株式会社アドゥと靴に関するライセンス契約を締結。
- 1992年、ムーンバット株式会社と傘・スカーフに関するライセンス契約を締結。
- 1993年、サンエース株式会社と手袋に関するライセンス契約を締結。
- 1995年、エム・シーゴールド株式会社とジュエリーに関するライセンス契約を締結。
- 1996年、株式会社サンリーブとサングラス・眼鏡に関するライセンス契約を締結。
- 1997年、サンエース株式会社とベルトに関するライセンス契約を締結。
- 1998年、株式会社山加商店と陶器製食器・テーブルウェアに関するライセンス契約を締結。
- 1999年、株式会社アトリエサブとの共同開発ファッションブランド「SOLOPLUS / YURIE NITANI」の立ち上げ。
- 2001年、近藤繊維工業株式会社とタオルに関するライセンス契約を締結。
- 2002年、ヨシナガ株式会社とバッグに関するライセンス契約を締結。同年、株式会社シカタとバッグに関するライセンス契約を締結。
- 2004年、ヨシナガ株式会社と財布に関するライセンス契約を締結。

## 主な出演作品

### テレビドラマ
- 青が散る（1983年、TBS） - 主演・佐野夏子 役[1]
- 家族ゲームII（1984年、TBS） - 殿村梨絵 役
- 新・事件 断崖の眺め（1984年11月17日 - 12月22日、NHK） - 谷崎薫 役
- 女たちの場所（1986年、フジテレビ）
- ドラマ人間模様 妹（1986年、NHK）
- 連続テレビ小説 はね駒（1986年、NHK） ‐ 水野節子
- 翔んでる警視II（1987年、TBS）

### CM
- 1986年 - 小西六「サクラカラー SR-V」
- 1988年 - ロート製薬「新パンシロン」[2]

## 著書
- 愛される理由（朝日新聞社、1990年3月)
- NITANI YURIE NYNY NEW YORK NEW YORK（撮影: 篠山紀信、文: 二谷友里恵、渡辺音楽出版、1991年6月）
- 楯（文藝春秋、2001年5月)

## その他エピソード
1987年6月、郷との結婚披露宴を中継したフジテレビの番組視聴率47.6%を記録。結婚後、3年間ニューヨークへ移住した。
郷との結婚生活を綴った『愛される理由』（朝日新聞社）は、出版部数70万部を超えるベストセラーで1990年度の書籍売り上げ1位を獲得。2女をもうけ、長女・次女共に慶應義塾幼稚舎に入学した。結婚後は自身のファッションブランドを立ち上げるなど、実業家としても活躍し、その華やかなライフスタイルは同世代の女性達から支持を集めた。
1998年4月、郷側が離婚に合わせて出版した告白本『ダディ』（幻冬舎）は、当初二人の共著であると報道されたが、友里恵は後に共著ではないとし、言い分が食い違った。その『ダディ』の中での、郷の恐妻ぶりをうかがわせる友里恵の人物描写や、実名･身分を公表して友人平田修と友里恵の、郷も交えた親友関係を記載したこと等が発端となり、各芸能マスコミや週刊誌等でいっせいに友里恵の性格に対するバッシングや"離婚の原因は実は妻の不倫にあった"という類の記事、家族に関してまで報じられた。離婚後マスメディアに対しては沈黙を守ったが、一社会人としては法に訴え、複数の裁判で虚偽の判決が下ろうとも、きりがない状態だった。二谷はこれを"修行のような日々が延々続く。誹謗中傷を通り越して、完全な捏造記事で私の人物像が作り上げられていった"と表現している。
父の二谷英明は、娘を誹謗する過熱した報道に対し「本の内容だけが事実となって独り歩きしている」と不快感を表明する。また、娘は「耐えて時期が過ぎるのを待つ」と言っている、などと気持ちを代弁し、離婚時には、娘をかばう会見を開いた。なお離婚原因については、郷自身が著書『ダディ』の冒頭で「僕の女性問題」と記している。
2000年7月に郷の再婚発表がされた後、2000年8月に平田修と再婚報道が出る。二谷は、知人である財界人から平田を紹介され、郷にも紹介。郷は、著書の中で「平田修がぼくの親友であることはまちがいない。」と書いており、平田の会社のパンフレットに登場していた。
同時期「週刊現代」（2000年10月31日号）に平田との関係について悪質と思える記事が掲載されたため（友里恵は同雑誌社とは別件で裁判中であったので）、事実無根として夫・平田修が即提訴して勝訴。
一方、郷の方も2000年11月に再婚（2005年春に2度目の離婚）したが 、郷再婚発表の中での友里恵に対する報道や郷自身の発言をテレビで見た娘が「黙っていないでただしてほしい」という趣旨の意思表示をした事等がきっかけとなり、2001年5月2日、沈黙を破り『楯』（文藝春秋）を出版する。
2004年12月6日、郷は二谷と平田に対し、離婚に際して交わした娘2人の養育費1億5000万円（各7500万円）を信託銀行に預託するとの取り決めを実行せず、娘に会う面会権を妨害され精神的損害を受けたとして各2000万円を請求する訴訟を起こす。この訴訟は、2006年（平成18年）5月中旬、「父親には会いたくない」という娘2人の証言があり、これにより敗色濃厚となった郷が和解を申し出るも、娘2人の証言を受け、二谷は判決で是非をはっきりさせることを望み和解を拒否し、郷が訴えを取り下げることで決着する。
2012年1月7日、父の二谷英明が肺炎のため81歳で死去。通夜には郷ひろみ、反町・松嶋夫妻なども参列する。